# 渡辺秀一 (実業家)
渡辺 秀一（わたなべ しゅういち、1952年（昭和27年）4月11日 - ）は、日本の実業家。メディパルホールディングス社長・メディセオ会長・日本医薬品卸売業連合会会長。

## 略歴
兵庫県洲本市出身。法政大学法学部卒業。
1975年（昭和50年）に新卒で三菱重工業に入社する。1979年（昭和54年）にクラヤ薬品に入社し、2004年（平成16年）にメディセオホールディングス取締役、2011年（平成23年）に同社副社長を経て、2012年（平成24年）に同社社長に就任する。
2019年（令和元年）日本医薬品卸売業連合会会長。
法政大学時代は野球部に所属、同級生に新井宏昌、高浦美佐緒がいる。江川卓（作新学院）、金光興二・佃正樹・楠原基（以上広島商業）、島本啓次郎（箕島高）、植松精一（静岡高）、袴田英利（静岡自動車工業）ら、後に東京六大学史上唯一となる全季勝ち点５の完全優勝での４連覇を達成する「花の49年組」が入学したときの主将。甲子園で怪物と騒がれた江川を特別扱いすることなく厳しく指導した。最後となる４年秋のシーズンでは東京六大学野球リーグ戦優勝、明治神宮野球大会準優勝。このシーズンでは主に４番でファーストを務めた。渡辺は江川に対して後日「卓には感謝していますよ……。あいつのおかげで優勝できたんですからね」と述べている。

## 参考
- メディパルホールディングス社長に渡辺副社長が昇格
- 医薬品卸のモデルを変える　ITで事業の見える化実現  メディパルホールディングス 代表取締役社長